# Sąsiedzkie dźwięki
Sąsiedzkie dźwięki (port. O Som ao Redor) – brazylijski dramat filmowy z 2012 roku w reżyserii Klebera Mendonçy Filho. Producentką była żona reżysera Emilie Lesclaux, a w rolach głównych wystąpili Irandhir Santos, Gustavo Jahn i Maeve Jinkings.
Film był zgłoszony jako brazylijski kandydat do Oscara w 2014 roku, jednak nie otrzymał nominacji.

## Opis
Życie w tej zamieszkałej przez klasę średnią dzielnicy Recife wydaje się bardzo poukładane. Większość domów należy do tej samej rodziny. Ci, którzy je wynajmują, funkcjonują jak we wspólnocie, odgradzając się od zewnętrznego świata. Pewnego dnia w okolicy pojawia się prywatna firma ochroniarska, która proponuje mieszkańcom swoje usługi. Kto jednak i przed czym powinien tu być chroniony? I czy nowi ochroniarze rzeczywiście gwarantują mieszkańcom bezpieczeństwo?
Kleber Mendonça Filho rozwija w Sąsiedzkich dźwiękach wątki zasygnalizowane w jego krótkometrażowym filmie Electrodomestica (bohaterka tamtego filmu jest protoplastką postaci Beatriz). W sugestywny sposób tworzy audiowizualny pejzaż społecznych lęków współczesnej Brazylii – przepaść tworzącą się między biednymi i bogatymi, technologiczną izolację, narastające poczucie wyobcowania. Dźwięk jest tu nie mniej ważny niż obraz – metaforą duchowego zniewolenia są wszechobecne kraty, zaś symbolem społecznego rozedrgania – kakofonia wyostrzonych dźwięków, której doświadczają w swych mieszkaniach bohaterowie filmu.

## Obsada
- Irandhir Santos jako Clodoaldo
- Gustavo Jahn jako João
- Maeve Jinkings jako Bia
- W.J. Solha jako Francisco
- Irma Brown jako Sofia
- Lula Terra jako Anco
- Yuri Holanda jako Dinho
- Clébia Souza jako Luciene
- Albert Tenório jako Ronaldo
- Nivaldo Nascimento jako Fernando
- Felipe Bandeira jako Nelson
- Clara Pinheiro de Oliveira jako Fernanda
- Sebastião Formiga jako Claudio
- Mauricéia Conceição jako Mariá

## Produkcja
Sąsiedzkie dźwięki to pierwszy pełnometrażowy film fabularny Klebera Mendonçy Filho. Kleber jest również autorem scenariusza, który powstał w 2008 roku w ciągu ośmiu dni.

Szybko poszło. Nie mogłem przestać pisać, bo sam chciałem wiedzieć, jak się sprawy potoczą i co wydarzy się na kolejnych stronach. Było to bardzo wyczerpujące emocjonalnie.

Reżyser przyznał, że w filmie “odczuwa się pewien klimat, jaki panuje w Brazylii przez ostatnie kilka lat, co również przekłada się na klimat Pernambuco”.
Przed rozpoczęciem prac na filmem, Kleber obejrzał wszystkie filmy Quentina Tarantino: "Ważna jest dla mnie energia, jaka emanuje z filmów Tarantino. Mają one absolutnie urzekający aspekt."

## Recenzje
Film Sąsiedzkie dźwięki otrzymał pozytywne recenzje. Na stronie Rotten Tomatoes 92% spośród 38 widzów oceniło film pozytywnie. Na stronie AdoroCinema film uzyskał notę 4,7 na 5. Ocena opiera się na 19 recenzjach z brazylijskiej prasy.  Ocena strony Metacritic, bazująca na 9 prasowych recenzjach to 77 na 100.
Ówczesna prezydent Brazylii Dilma Rousseff wyraziła swoje uznanie dla filmu na Twitterze, polecając jego obejrzenie wszystkim, którzy obserwują jej konto. Napisała, że film jest “kroniką dzisiejszego Recife”.
Caetano Veloso w swoim felietonie w dzienniku O Globo stwierdził, że Sąsiedzkie dźwięki to “jeden z najlepszych filmów, jakie ostatnio powstały na świecie”.

## Nagrody
Źródło
| Rok  | Festiwal                                        | Nagroda                                                     | Wynik     |
| ---- | ----------------------------------------------- | ----------------------------------------------------------- | --------- |
| 2012 | 36ª Mostra Internacional de Cinema de São Paulo | Najlepszy Film                                              | Nagroda   |
| 2012 | Prêmio Itamaraty                                | Najlepszy Film                                              | Nagroda   |
| 2012 | Festival do Rio                                 | Najlepszy Film                                              | Nagroda   |
| 2012 | Festival de Gramado                             | Najlepszy film Najlepsza ścieżka dźwiękowa Nagroda krytyków | Nagroda   |
| 2012 | International Film Festival Rotterdam           | Nagroda krytyków                                            | Nagroda   |
| 2012 | Międzynarodowy Festiwal Filmowy Nowe Horyzonty  | FIPRESCI – Najlepszy Film                                   | Nagroda   |
| 2012 | Copenhagen International Film Festival          | Najlepszy Film                                              | Nagroda   |
| 2012 | BFI London Film Festival                        | Sutherland Award                                            | Nominacja |
| 2013 | 3º Prêmio Cinema Tropical                       | Najlepszy Film                                              | Nagroda   |
| 2013 | Associação de Críticos de Toronto               | Najlepszy Film                                              | Nagroda   |